# Brodhead (Wisconsin)
Brodhead é uma cidade localizada no estado norte-americano de Wisconsin, no Condado de Green.

## Demografia
Segundo o censo norte-americano de 2000, a sua população era de 3180 habitantes. 
Em 2006, foi estimada uma população de 3100, um decréscimo de 80 (-2.5%).

## Geografia
De acordo com o United States Census Bureau tem uma área de 
4,2 km², dos quais 4,2 km² cobertos por terra e 0,0 km² cobertos por água.

## Localidades na vizinhança
O diagrama seguinte representa as localidades num raio de 20 km ao redor de Brodhead. 